# 湯姆·譚奎多
湯姆·譚奎多（Tom Tancredo；1945年12月20日—）是美國的一位政治人物。在1999年至2009年期間，他是科羅拉多州第6選舉區選出的美國眾議院議員。他的黨籍是共和黨，但也曾經短暫加入憲法黨。他曾參加2008年美國總統選舉共和黨提名。